# Městské divadlo Děčín
Městské divadlo Děčín se nalézá v Teplické ulici v Podmoklech, části města Děčín. Návštěvníkům nabízí divadelní, hudební, operní a taneční představení.
Součástí činnosti divadla je Kruh přátel hudby, jež nabízí setkání s domácími i zahraničními interprety vážné hudby. Kruh přátel hudby pořádá koncerty komorní i symfonické.
Divadlo Děčín má 408 míst k sezení, a to v přízemí, v lóžích a na dvou balkónech.

## Historie
V prostorách dnešního divadla od počátku 20. století fungovalo varieté. To bylo roku 1918 rozšířeno, když bylo přistavěno provaziště a jeviště. Tím byly rozšířeny možnosti objektu, protože vedle varietních představení se zde daly promítat filmy a bylo tu možné hrát divadlo.
Vedle německých souborů zde hrály i české soubory, a to nejen činoherní, ale výjimečně i operní.
V době totality děčínské divadlo ztratilo na významu, což se odrazilo na stavu budovy i na repertoáru. Krátce po revoluci v roce 1989 se však divadlo stalo samostatnou organizací a zahájilo stagionový provoz. Roku 1995 prošel celý objekt důkladnou rekonstrukcí, jež zahrnovala nejen kompletní výměnu hlediště a opravu jeviště, ale i nové řešení průčelí. Následovalo rozšíření společenských prostor. Roku 2004 přibyly nové šatny a bylo vytvořeno zadní jeviště.

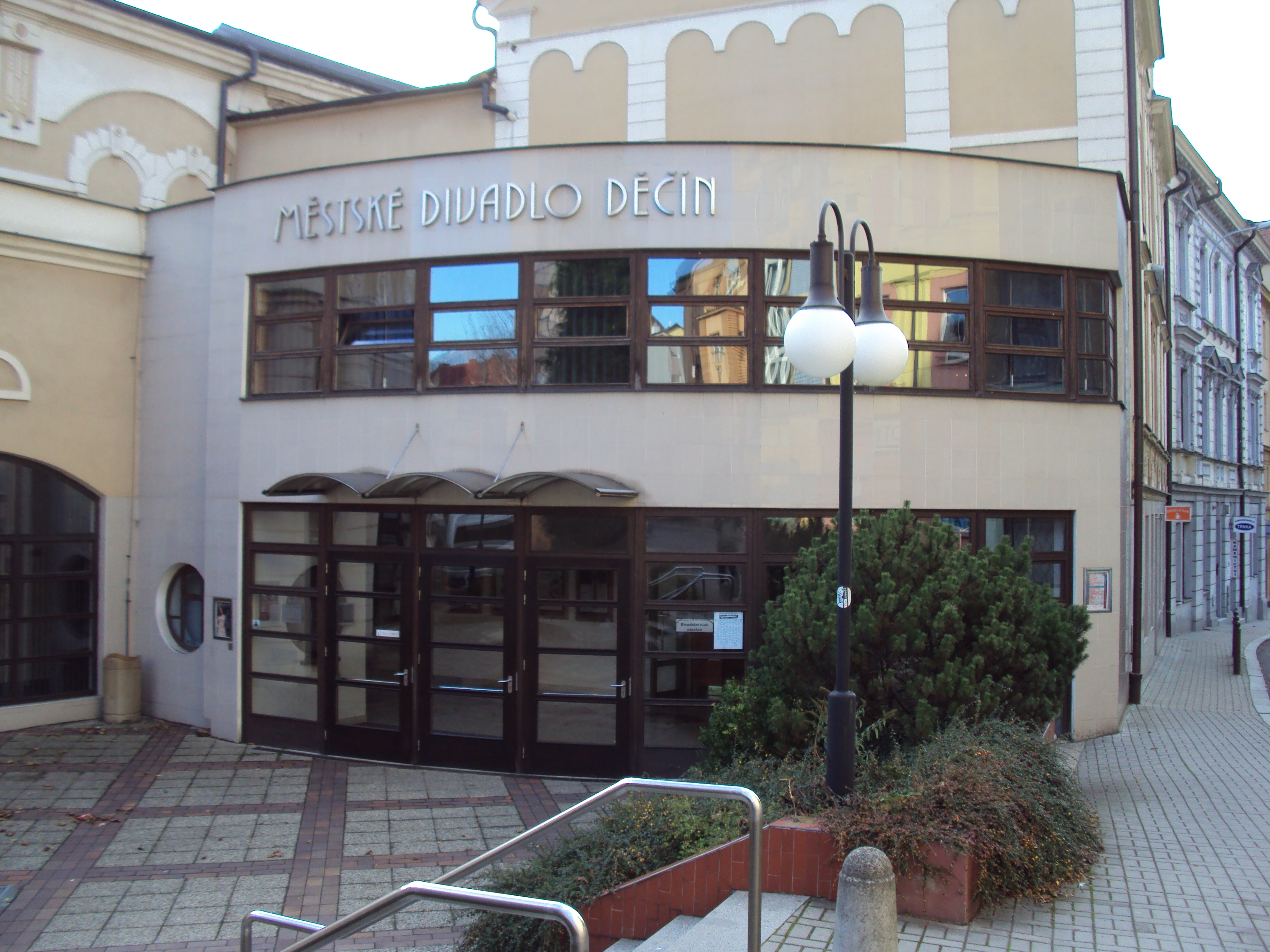
Divadlo zvenčí

## Kulturní akce
V roce 2007 se zde odehrál první ročník divadelního festivalu Divadelní Děčín – Třebíč. Během tohoto festivalu se představují amatérské divadelní spolky z celé České republiky.
V tomtéž roce se konal první ročník literární soutěže V srdci Děčína – Děčín v srdci.
Každoročně se před vánočními svátky pořádá tzv. Večer přátel divadla.